# 黄长水

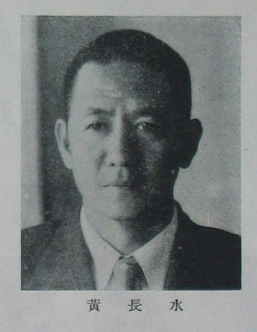

黄长水（1904年—1980年7月29日），男，福建惠安人，中国政治人物。其子黄光汉为香港社会人士。

## 生平
黄长水是福建省泉州市惠安县张坂镇霞美村人，生于光绪三十年（1904年）。曾就读于厦门同文书院、上海暨南大学。毕业后南渡菲律宾随父黄世仙经商。日本侵略菲律宾后，黄长水加入“华侨抗日大同盟”。
战后，黄长水在香港主持父亲创办的泉昌有限公司。战争时期，黄长水曾资助中共军队。同时筹组北上服务团，并任民主建国会中央常务委员。
1949年9月，黄长水出席中国人民政治协商会议第一届全体会议。中华人民共和国建立后，黄长水曾任福建省人民政府委员、福建省政协副主席、广州市副市长、广州市工商联主任委员、全国侨联副主席、全国工商联副主任委员、中央侨委副主任等职，被选为第一届至第五届全国人民代表大会代表。
1980年7月29日，黄长水在广州市病逝。